# Hunnebostrands distrikt
Hunnebostrands distrikt är ett distrikt i Sotenäs kommun och Västra Götalands län. 
Distriktet ligger norr om Smögen.

## Tidigare administrativ tillhörighet
Distriktet inrättades 2016 och utgörs av en del av Tossene socken i Sotenäs kommun.
Området motsvarar den omfattning Hunnebostrands församling hade vid årsskiftet 1999/2000 och fick 1995 efter återutbrytning ur Tossene församling.